# 부안 최씨
부안 최씨(扶安崔氏)는 전북특별자치도 부안군을 본관으로 하는 한국의 성씨이다. 시조 최창일은 고려에서 상호군(上護軍)과 공조전서(工曹典書)를 지내다가 조선이 건국되자 관직을 내려놓고 부안으로 낙향했다.

## 참고 자료
- “부안최씨(扶安崔氏)”. 뿌리를 찾아서.[깨진 링크(과거 내용 찾기)]